# Осмоловичи (Гомельская область)
Осмоловичи (бел. Асмолавічы) — деревня в Курганском сельсовете Рогачёвского района Гомельской области Белоруссии.

## География

### Расположение
В 25 км на восток от районного центра и железнодорожной станции Рогачёв (на линии Могилёв — Жлобин), 121 км от Гомеля.

### Гидрография
На реке Рекотун (приток реки Днепр).

## Транспортная сеть
Транспортные связи по просёлочной, затем автомобильной дороге Рогачёв — Довск. Планировка состоит из 2 почти прямолинейных, параллельных между собой улиц, ориентированных с юго-запада на северо-восток и застроенных двусторонне деревянными усадьбами.

## История
По письменным источникам известна с XVI века как деревня в Речицком повете Минского воеводства Великого княжества Литовского. После 1-го раздела Речи Посполитой (1772 год) в составе Российской империи. По ревизии 1816 года в Рогачёвском уезде Могилёвской губернии. В 1858 году владение помещика Варварина. С 1880 года действовал хлебозапасный магазин. В 1897 году 2 ветряные мельницы. В 1909 году 179 десятин земли, в Довской волости Рогачёвского уезда Могилёвской губернии.
В 1931 году организован колхоз «Красная поляна», работали кузница и ветряная мельница. 4 жителя погибли в советско-финскую, 32 — в Великую Отечественную войны. Согласно переписи 1959 года в составе совхоза «1 Мая» (центр — агрогородок Курганье).

## Население

### Численность
- 2019 год — 5 дворов, 6 жителей.
- 2014 год — жителей нет[источник не указан 3815 дней].

### Динамика
- 1816 год — 36 дворов, 204 жителя.
- 1858 год — 209 жителей.
- 1897 год — 64 двора, 357 жителей (согласно переписи).
- 1909 год — 70 дворов, 457 жителей.
- 1959 год — 237 жителей (согласно переписи).
- 2004 год — 19 хозяйств, 29 жителей.
- 2019 год — 5 дворов, 6 жителей.